# Cztery bajki o identyczności
Cztery bajki o identyczności — zbiór czterech utworów polskiego filozofa Leszka Kołakowskiego. 
Po raz pierwszy ukazał się w czasopiśmie literackim „Zapis” (nr 8. Warszawa 1978); potem przez wydawnictwo Aneks w 1987 w Londynie i wydawnictwo Czytelnik w 1995 w Warszawie. W 1998 Cztery bajki ukazały się wraz z 13-stoma bajkami z królestwa Lailonii, Legendą o cesarzu Kennedym i Ogólną teorią nie-uprawiania ogrodu nakładem wydawnictwa Prószyński i S-ka w Warszawie.
Zbiór zawiera następujące utwory:
1. Bajka syryjska o wróblu i łasiczce,
2. Bajka koptyjska o wężu logiku,
3. Bajka perska o sprzedawcy osła,
4. Wojna u lemurów.